# Ansiktsvinkel
Ansiktsvinkel är det vinkelmått, som anger i vad mån och i vilken grad ansiktet skjuter fram noslikt i förhållande till hjärnkraniet. Petrus Camper var den förste (1770), som ställde upp begreppen prognatism och ortognatism som beteckningar för framskjutande respektive rätstående käkprofillinjer i ansiktets profilbild.
Camper bestämde sin ansiktsvinkel genom skärningen mellan en linje, tangernande pannans och överkäkens mest framskjutande punkter (näsan ej medräknad) och en horisontal (camperska horisontalen), lagd genom yttre hörselgången och nedre punkten genom näshåleöppningen. Camper fann i genomsnitt 80° hos européer, 70° hos svarta afrikaner, 58° hos orangutanger och 23° hos hästar. 
Då emellertid camperska horisontalen ej motsvarar huvudets naturliga har sedan valts en annan, den tyska horisontalen, vilken läggs genom yttre hörselgången och ögonhåleingångens lägsta punkt. Då vidare camperska profillinjen alltför mycket influeras av det ovidkommande pannbenets formvariationer och olika ställning, har man valt en annan profillinje lagd genom glabella(den mest framskjutande punkten över näsroten) och incision (främre punkten mellan överkäkens framtänder).

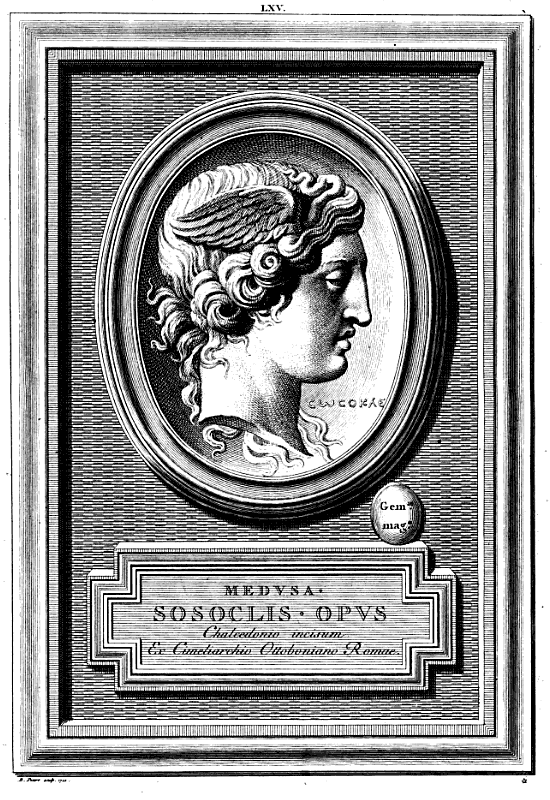
Den "monstruöse" Medusa med 100° ansiktsvinkel.

Ansiktsvinklar på 83° – 90° är ortogonata, på 82° och därunder är prognata. Européer och indianer är i allmänhet ortognata, svarta afrikaner, aboriginer och mongoler är oftast prognata. Prognatien behöver ej träffa hela ansiktet (total ansiktsproganti), ansiktet kan stå ortognat, men käkens tandutskott kan vara prognat framskjutande (alveolär prognati), eller också kan endast framtänderna skjuta prognant fram (dental prognati) respektive kombinationer av de tre möjligheterna. De två senare formerna kan förekomma även i underkäken.
Ansiktsvinkel mäts antingen direkt med hjälp av särskilda instrument (t. ex. Mollisons goniometer från 1907 eller G. Backmans optiska goniometer från 1914) eller också indirekt på ortogonala projektionsritningar.